# Povratno-posvojne zamjenice
Povratno-posvojna zamjenica svoj (svoje, svoja...) zamjenjuje sve posvojne zamjenice kada označuje da nešto pripada subjektu.
Povratno-posvojna zamjenica sklanja se jednako kao posvojne zamjenice moj i tvoj, odnosno, slaže se sa subjektom u rodu, broju i padežu s imenicom na koju se odnosi.